# Ceriana engelhardti
Ceriana engelhardti är en tvåvingeart som först beskrevs av Shannon 1925.  Ceriana engelhardti ingår i släktet griffelblomflugor, och familjen blomflugor.
Artens utbredningsområde är Arizona. Inga underarter finns listade i Catalogue of Life.